# New World Records
New World Records is een Amerikaans platenlabel, dat gespecialiseerd is in Amerikaans repertoire. Het is gevestigd in New York.
Het label werd in 1975 opgericht met een fonds uit de Rockefeller Foundation om de Amerikaanse muziekcultuur te bewaren voor het nageslacht. Daarbij werd niet gekeken naar de winstgevendheid van de uitgave, maar veel meer naar wat een opname kon bijdragen tot de muziekhistorie van Amerika. Er kwamen opnamen uit alle genres, als het maar met de Verenigde Staten te maken had. Zo kwamen jazzalbums uit, elektronische muziek, Indiaanse muziek en ook klassieke muziek, maar ook combinaties daarvan. Het had anno 2009 ongeveer 400 albums uitgegeven.
In 2006 werd de catalogus uitgebreid met de opnamen van het platenlabel CRI, Composers Recordings, Inc.), een soortgelijk label dat financieel ten onder ging. Van sommige compact discs verschijnen ook lp-uitgaven, eerder was dat andersom.
New World Records neemt daarnaast deel aan het DRAM-project. Het is een online discografiesysteem, dat in samenwerking met de New York-universiteit opgezet is. Branchegenoten Albany Records, Artifact Recordings, innova Recordings, Cedille Records, Cold Blue Music, Frog Peak Music, Pogus Productions, Deep Listening, Mode Records, Experimental Media, Open Space en Mutable Music zijn andere deelnemers in het project. 